# Regionalflughafen Lawton–Fort Sill

i8
i11
i13

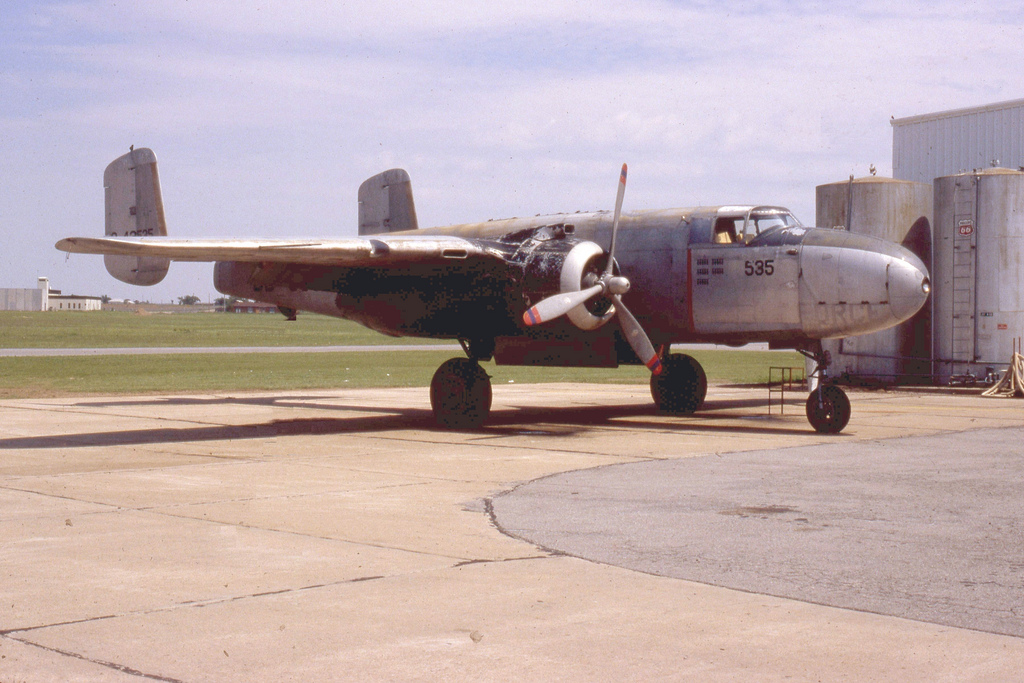
B-25J "Iron Laiden Maiden", am Flughafen Lawton, Oklahoma im Mai 1979

Der Lawton–Fort Sill Regional Airport (IATA-Code: LAW, ICAO-Code: KLAW) ist ein öffentlicher Flughafen, 2 km südlich von Lawton in Oklahoma in den Vereinigten Staaten.

## Flughafendaten
Er hat eine Betonpiste mit 2621 m Länge und 46 m Breite. Die Fläche des Flughafens beträgt 526 ha. Die Seehöhe beträgt 338 m.

## Geschichte
Der Flughafen wurde im Dezember 1948 eröffnet.
Continental Airlines flog Lawton von 1948 bis 1975 an, ab dem Jahr 1967 mit Douglas DC-9. Central Airlines bediente die Stadt ab 1953–54; die Nachfolgefluggesellschaft Frontier Airlines bediente sie bis 1981. In den 1980er Jahren bis Mitte der 1990er waren American Eagle, Northwest Airlink und Delta Connection mit Ziel Dallas/Fort Worth, Oklahoma City und Wichita Falls unterwegs.
Derzeit (2023) fliegt American Eagle (durchgeführt von Envoy Air und SkyWest Airlines) täglich nach Dallas/Forth.

## Flugbetrieb
Im Jahre 2022 wurden 41.890 Passagiere befördert. Im selben Jahr fanden 24.289 Flugbewegungen statt, davon 5.679 lokale Bewegungen, 1.727 Zwischenlandungen, 54 Air-Taxi-Flüge, 1.505 Frachtflüge und 15.324 militärische Flüge statt. In diesem Jahr waren hier 42 einmotorige und 4 zweimotorige Flugzeuge sowie 4 Jetflugzeuge und 3 Hubschrauber stationiert.
Die wichtigste Fluggesellschaft für den Flughafen ist American Eagle.